# 正教会圣母喜报圣堂
正教会圣母喜报圣堂（韓語：정교회 성모희보성당），是一座韩国正教会教堂，位于韩国釜山廣域市中区大廳洞。1982年买地，2000年2月底，教堂竣工，3月1日，君士坦丁堡普世牧首巴爾多祿茂举行了入场仪式。